# جولای خونگرم کلاه‌سیاه
جولای خونگرم کلاه‌سیاه (نام علمی: Pseudonigrita cabanisi) نام یک گونه از سرده جولاهای خون‌گرم است.